# Litij
Litij je kemijski element atomskog (rednog) broja 3 i atomske mase 6,941(2). U periodnom sustavu elemenata predstavlja ga simbol Li.

## Povijest
Litij (grč. λιθoς = kamen) otkrio je Johan Arfwedson 1817. godine, a prvi ga je u elementarnom stanju izolirao William Thomas Brande, elektrolizirajući talinu litijevog oksida 1821. godine.
Brande je također sintetizirao čiste litijeve soli, te mu pronašao relativnu atomsku masu. 1855. godine Robert Bunsen i Augustus Matthiessen uspjeli su dobiti velike količine litija elektrolizom taline litijevog klorida. Komercijalnu proizvodnju, putem elektrolize smjese talina litijevog klorida i kalijevog klorida, počela je 1923. godine njemačka tvornica Metallgesellschaft AG.
Šulekov naziv za litij je litik.

## Svojstva
Litij je najlakši od svih poznatih metala. Najmanje je reaktivan od svih alkalijskih metala. Također je najtvrđi i najvišeg tališta.
Teže se reže od natrija. Na svježem presjeku je srebrnasto bijel i reflektivan. Sa suhim zrakom reagira vrlo sporo, te dugo ostaje čist. Na običnom zraku nakon nekog vremena presvuče se hidroksidom i karbonatom.
Litij i njegovi spojevi plamen bojaju intenzivno crvenom bojom.
Upola je manje gustoće od vode, a pluta i na ugljikovodicima, stoga se čuva zaronjen ispod mineralnog ulja.
Posjeduje najveći specifični toplinski kapacitet od svih elemenata. Pri standardnom tlaku, postaje supravodljiv ispod 400 μK, a na neznatno višim temperaturama tek na tlakovima preko 200 tisuća atmosfera.

## Rasprostranjenost
Relativno je rijedak, no vrlo rasprostranjen.
Za razliku od ostalih alkalijskih metala, litij se u prirodi nalazi u obliku silikata i fosfata. Najveća ležišta rude litija su u Čile, Kanadi, Francuskoj, Njemačkoj i SAD.

## Dobivanje
Dobiva se iz ruda, prevođenjem u netopljivi karbonat, primjerice reakcijom samljevene rude s kalijevim sulfatom pri povišenoj temperaturi. Dobiveni produkt ekstrahira se vodom. Litijev sulfat se otapa, a karbonat se istaloži. Tretiranjem kloridnom kiselinom, karbonat prelazi u klorid, koji se suši, tali i elektrolizira.

## Spojevi
Litij gradi spojeve u kojima se nalazi u stupnju oksidacije +1, pa tako otapanjem u kiselinama daje jednovalentne soli.
Reakcijom s vodikom na povišenoj temperaturi, nastaje litijev hidrid koji lako reagira s vodom.
Litijev oksid moguće je dobiti samo reakcijom s čistim kisikom, a litijev nitrid reakcijom s dušikom.
Litijev hidroksid dobiva se polaganom reakcijom oksida s vodom:
Li2O(s) + H2 → 2 Li+ + 2 OH-
Poznata su sva četiri halogenida, od kojih je najvažniji klorid. Svi se litijevi halogenidi mogu sintetizirati izravnom reakcijom elemenata.
Ostale soli moguće je prirediti reakcijom metala, oksida, hidroksida ili karbonata reakcijom s kiselinom.

## Izotopi
Prirodni litij sastoji se od dva izotopa:
- Li-6 (7,4%)
- Li-7 (92,6%)

## Uporaba
Litij se koristi elementaran ili kao sol u organskim sintezama, metalurgiji i analitičkoj kemiji, mazivima i za suhe baterije koje mogu raditi na vrlo niskim temperaturama.
Litijev aluminat se koristi kao inertni elektrolitni potporni materijali u otopljenim karbonatnim gorivim člancima, gdje elektrolit može biti mješavina litijevog karbonata, kalijevog karbonata i natrijevog karbonata.
Njegovi izotopi 6Li i 7 korišteni su u proizvodnji litijeve bombe.
Malim dodatkom (<1%) litija poboljšavaju se mehaničke osobine aluminija i korozijska postojanost magnezija. Slitina litija i magnezija s malo srebra ima manju gustoću od vode, a veliku čvrstoću i antikorozijsku postojanost.
Litijevi spojevi koriste se u medicini kao psihofarmaci, primjerice za tretiranje bipolarnog poremećaja, gdje je aktivni sastojak litijev kation, Li+.
Stari Grci i Rimljani, moglo bi se reći, bili su među prvima koji su rabili metal litij kao psihoaktivni lijek. Ljudima s bipolarnim poremećajem preporučivali su konzumiranje mineralne vode. Sol litija u obliku tablete kod većine ljudi stišava cikličke izmjene maničnog i depresivnog ponašanja. Litij međutim izaziva drhtanje ruku, oslabljeno pamćenje, pojačanu žeđ i učestalo urniranje. Slabljenje pamćenja je jedan od glavnih razloga za prestanak uzimanja litija.